# Sarenput I.
Sarenput I. war Priestervorsteher und Bürgermeister von Elephantine und dem ersten oberägyptischen Gau im altägyptischen Mittleren Reich (um 1950 v. Chr.). Er ist vor allem von seiner monumentalen Grabanlage (Nr. 36) auf der Qubbet el-Hawa und von Stiftungen im Heiligtum des Ortsheiligen Heqaib bekannt.
In seinem Grab, aber auch auf einem dem Heiligtum des Heqaib gestifteten Schrein, finden sich ausführliche biographische Inschriften, die über das Leben Sarenputs berichten. Es handelt sich zum großen Teil um Idealbiographien, die also ein ideales Leben nachzeichnen, doch gibt es auch Hinweise auf konkrete Ereignisse im Leben des Sarenput. Der Vater Sarenputs I. hieß Hapi, sein Großvater Nebchenti. Der Name seiner Mutter, aber auch seiner Ehefrau lautete Sattjeni. Von seinem Vater und Großvater ist nichts weiter bekannt, da sie auf den Denkmälern ihres Sohnes keine Titel tragen. Nach den Inschriften in seinem Grab ist Sarenput von König Sesostris I. in sein Amt eingesetzt worden. Der König führte einen Feldzug nach Nubien und Sarenput scheint dabei Hilfe geleistet zu haben. Als Dank für seine Taten sandte der Herrscher Handwerker, um sein Grab zu erbauen. Sarenput I. war auch der erste, der eine Kapelle in das Heiligtum des Ortsheiligen Heqaib stiftete. Sein Sohn Heqaib I. folgte ihm im Amt des Bürgermeisters.